# Yamaguchi Tsutomu
Yamaguchi Tsutomu (山口 彊 Yamaguchi Tsutomu, Sơn Khẩu Cường) (16 tháng 3 năm 1916 – 4 tháng 1 năm 2010), ông là công dân Nhật Bản duy nhất được chính phủ công nhận là người sống sót trong cả 2 cuộc ném bom nguyên tử của Mĩ xuống Hiroshima và Nagasaki ở cuối Chiến tranh Thế giới thứ 2. Tuy nhiên có nguồn cho rằng có hơn 100 người sống sót trong cả hai cuộc ném bom này.
Vào năm 1945 Yamaguchi đang là một nhân viên thuộc bộ phận kinh doanh của Mitsubishi. Vào ngày 6 tháng 8 năm 1945 ông đang ở thành phố Hiroshima và bị thương trong cuộc ném bom này.Tuy nhiên ông đã quay trở về Nagasaki để làm việc, và tai đây ông đã chứng kiến vụ ném bom lần thứ 2. Năm 1957 ông được công nhận là một Hibakusha (người bị ảnh hưởng bởi vụ nổ) của các vụ đánh bom Nagasaki, nhưng nó đã không được công nhận cho đến ngày 24 Tháng Ba 2009 chính phủ của Nhật Bản đã chính thức công nhận sự hiện diện của ông tại Hiroshima ba ngày trước đó.Sau gần một năm khi được chính phủ công nhận, ông qua đời vì bệnh ung thư dạ dày vào tháng 1 năm 2010.

## Tiểu sử
Yamaguchi sinh ngày 16 tháng 5 năm 1916. Ông gia nhập Mitsubishi vào những năm 1930 và làm nhân viên thiết kế xe chở dầu.

## Chiến tranh thế giới thứ 2
Với Yamaguchi thì "nước Nhật không nên bao giờ bắt đầu 1 cuộc chiến". Ông tiếp tục việc cho công ty Mitsubishi, nhưng trong giai đoạn này nền công nghiệp của Nhật Bản đang bị ảnh hưởng từ việc thiếu dầu mỏ và khan hiếm nhiên liệu. Khi chiến tranh tiếp tục leo thang, thậm chí đã có lúc ông cân nhắc việc đầu độc toàn bộ gia đình bằng thuốc ngủ trong trường hợp Nhật Bản thua trận.

### Trong cuộc ném bom ở Hiroshima
Ông sống và làm việc ở Nagasaki, nhưng vào mùa hè năm ông đến Hiroshima trông một chuyến đi công tác cho công ty. Vào 6 tháng 8 ông chuẩn bị về Nagasaki sau 3 tháng đi công tác xa nhà. Vào 8 h 15 ông đang đi bộ về nhà thì máy bay ném bom của Mĩ bắt đầu ném bom nguyên tử xuống cách con đường ông đi chỉ 3 km. Yamaguchi kể lại rằng ông nhìn thấy các máy bay ném bom và hai cái dù nhỏ và trước đó có 1 ánh đèn flash lớn xuất hiện trên bầu trời, và tôi bị thổi bay Vụ nổ đã làm vỡ màng nhĩ của ông, khiến ông bị mù tạm thời và để lại rất nhiều vết bỏng nghiêm trọng ở phần trên bên trái cơ thể. Sau khi lấy lại được sức lực, ông bò vào chỗ nấp, nghỉ ngơi và bắt đầu tìm kiếm đồng nghiệp. Họ cũng đã sống sót và cùng nhau qua đêm trong một hầm trú ẩn trước khi trở lại Nagasaki vào ngày hôm sau. Tại Nagasaki ông đã được chữa trị vết thương, và mặc dù băng bó rất nhiều, ông vẫn tiếp tục làm việc vào ngày mùng 9 tháng Tám.

## Cái chết
Năm 2009, Yamaguchi được biết đã mắc phải căn bệnh ung thư dạ dày. Ông chết vào ngày 4 tháng 1 năm 2010 ở Nagasaki ở tuổi 93.